# 刘伍明

刘伍明，理论物理学家，中国科学院物理研究所研究员。

## 生平
刘伍明，1960年出生在中华人民共和国湖南省，文化大革命期间在云南省插队，恢复高考后考入大学，毕业后短暂工作，后来进入中国科学院金属研究所攻读博士研究生，导师为周本濂院士，1994年毕业，获得博士学位。随后在中国科学院物理研究所进行博士后研究工作，合作导师为蒲富恪院士。2002年至今，担任中国科学院物理研究所研究员，历任实验室副主任、课题组长等职务。至今，已培养博士研究生41位，出站博士后42位，发表《科学引文索引》（SCI）收录论文520篇。

## 主要学术贡献

### 玻色-爱因斯坦凝聚干涉中的非线性效应
刘伍明及其合作者利用一维非线性薛定谔方程的精确解研究了玻色-爱因斯坦凝聚的干涉中的非线性效应。该方程适用于侧向运动被限制或可忽略的情况。借助逆散射变换，将干涉图案作为线性薛定谔方程的散射问题进行研究，该方程的势能由凝聚体的初始密度分布描述。刘伍明及其合作者的理论不仅为一维情况提供了定量预测的分析框架，还直观地解释了实验和数值模拟中观察到的干涉图案的一些神秘特征。

### 光晶格中玻色-爱因斯坦凝聚在重力下的量子隧穿
刘伍明及其合作者研究了光晶格中玻色-爱因斯坦凝聚在重力下的量子隧穿现象，涵盖了“Wannier-Stark局域化”和“Landau-Zener隧穿”两个区域。该结果与实验数据[B. P. Anderson等人，Science 282, 1686 (1998); F. S. Cataliotti等人，Science 293, 843 (2001)]一致。刘伍明及其合作者获得了在整个温度范围内都有效的总衰变速率，并展示了在高温下如何转化为经典热激活结果，中温下如何转化为热辅助隧穿结果，以及低温下的纯量子隧穿结果。并且还设计了一个实验方案，以在进一步的实验中观察这一新现象。

## 著作
《Schrödinger Equations in Nonlinear Systems》。

《Nonlinear Waves: From Dissipative Solitons to Magnetic Solitons》。

## 获奖
2016年度北京市科学技术奖一等奖。

2022年度北京市自然科学奖二等奖，“复杂非线性系统的可积性及其物理应用”项目主要完成人之一。